# 吉田大亮
吉田 大亮（よしだ だいすけ、1998年7月20日 - ）は、ラグビーユニオン選手。

## 略歴
4歳からラグビーを始めた。
2017年、東海大仰星高校卒業後、東海大学に入学。なお東海大仰星高校時代、高校日本代表候補に選ばれたことがある。
2020年、東海大学体育会ラグビーフットボール部の主将に就任した。
2021年、東海大学卒業後、キヤノンイーグルス(現・横浜キヤノンイーグルス)に加入。
2025年5月、横浜キヤノンイーグルスを退団。